# Martin Baltimore
El Martin 187 Baltimore fue un bombardero ligero de ataque bimotor construido por la Glenn L. Martin Company en los Estados Unidos, ordenado originalmente por Francia en mayo de 1940 como una continuación del anterior Martin Maryland, ya en servicio. Con la caída de Francia, la serie de producción fue desviada a Gran Bretaña y fue usada posteriormente casi exclusivamente en los Teatros Mediterráneo y de Oriente Medio en la Segunda Guerra Mundial.
El desarrollo del Baltimore fue obstaculizado por una serie de problemas, aunque el modelo finalmente llegó a ser un versátil avión de combate. Producido en grandes cantidades, el Baltimore no fue usado operativamente por las fuerzas estadounidenses, pero finalmente sirvió con las fuerzas aéreas británica, canadiense, australiana, sudafricana, griega e italiana.

## Diseño y desarrollo
Designado inicialmente A-23 (derivado del diseño del Martin 167 Maryland (A-22)), el Model 187 (designación de la compañía) tenía un fuselaje más profundo y motores más potentes. El Model 187 cubría las necesidades de un bombardero ligero-medio, ordenado originalmente por la Comisión de Compras anglo-francesa como proyecto conjunto en mayo de 1940. La Fuerza Aérea francesa buscaba reemplazar el anterior Maryland, siendo ordenados 400 aviones. Con la caída de Francia, la Real Fuerza Aérea británica (RAF) se hizo cargo de la orden y le dio el nombre de servicio Baltimore. Para permitir ser suministrado a los británicos bajo la Ley de Préstamo y Arriendo, las Fuerzas Aéreas del Ejército de los Estados Unidos le asignaron la designación A-30. Con el paso de la Ley de Préstamo y Arriendo, se proporcionaron a la RAF otros dos lotes de 575 y 600 aparatos.

## Historia operacional

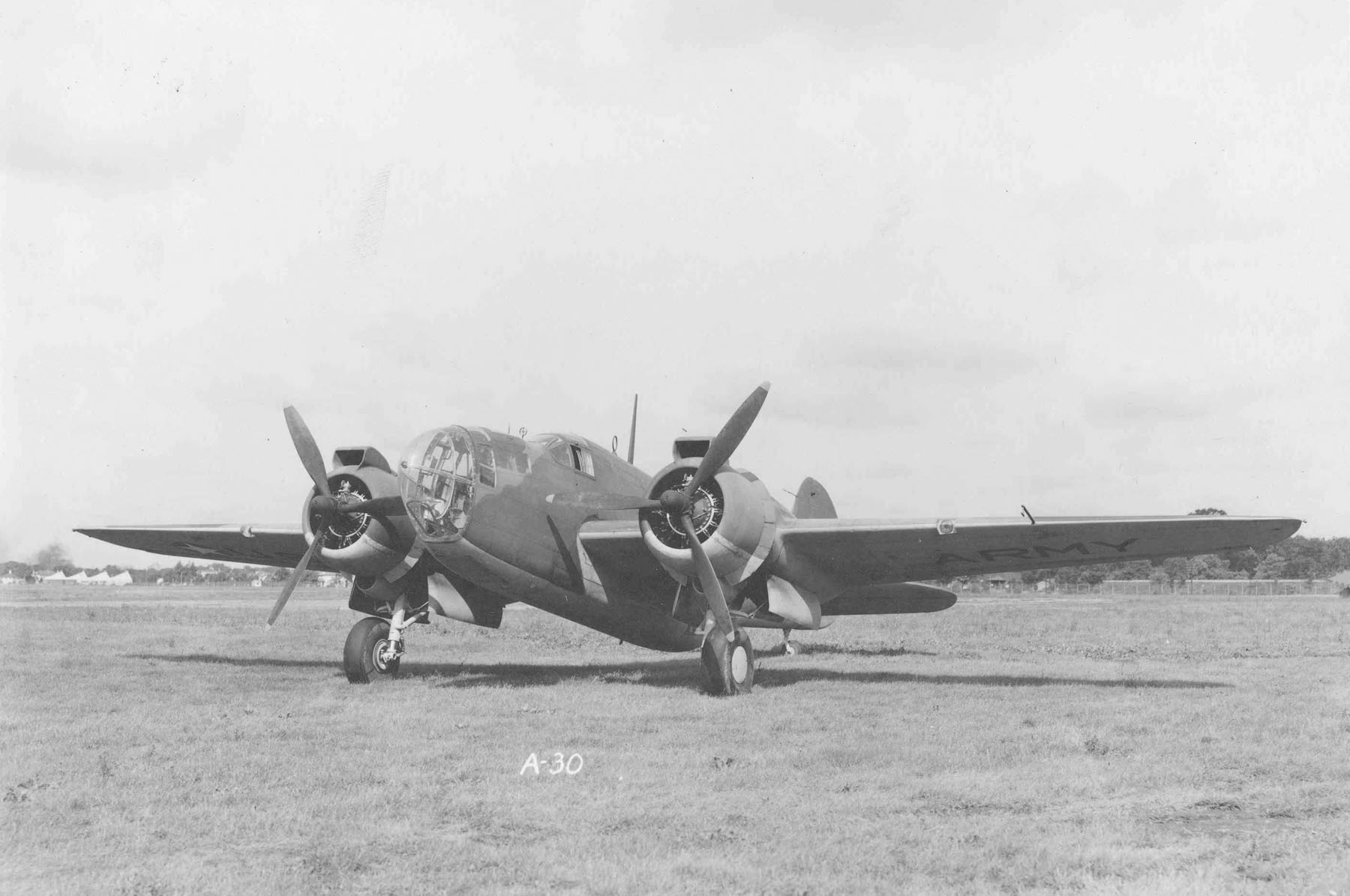
Martin A-30 con los colores de las USAAF antes de su entrega.

Los primeros aviones británicos fueron entregados a finales de 1941 para equipar Unidades de Entrenamiento Operativo. La RAF solo usó el Baltimore operativamente en el Teatro del Mediterráneo y en el Norte de África.
Muchos usuarios estaban impresionados por el adelanto que el Baltimore representaba respecto a aviones más antiguos como el Bristol Blenheim. Usuarios del Baltimore, y el piloto de Martin Benjamin R. Wallace, alabaron el avión por su armamento pesado, fortaleza estructural, maniobrabilidad, precisión en el bombardeo, y sus relativamente altas prestaciones, pero las tripulaciones se quejaban de las estrechas condiciones similares a las del anterior bombardero Maryland. El diseño de fuselaje estrecho hacía casi imposible intercambiar posiciones a la tripulación durante el vuelo si resultaban heridos (la estructura interior del avión separaba al piloto y al observador del operador de radio y artillero trasero, una característica compartida con varios diseños de bombarderos ligeros y medios de la época como el Handley Page Hampden, el Douglas Boston, y el Blenheim). Las tripulaciones también se quejaron de las dificultades de manejar el avión en el suelo. En el despegue, el piloto tenía que coordinar los controles de potencia perfectamente para evitar un capotaje, o algo peor.
Lanzado al combate para detener el avance de Rommel, el Baltimore sufrió pérdidas masivas cuando fue utilizado como avión de ataque a baja cota, especialmente en el caos de la guerra del desierto, donde la mayoría de las misiones se realizaron sin escolta. Sin embargo, operando a media cota con escolta de cazas, el Baltimore obtuvo una muy baja relación de pérdidas, siendo la mayoría de ellas debidas a accidentes operacionales.
Asumiendo una variedad de misiones en los teatros de Oriente Medio, mediterráneo y europeo, los papeles del Baltimore incluían el reconocimiento, remolcado de blancos, patrulla marítima, incursor nocturno e incluso sirvió como transporte altamente rápido e incómodo. El Baltimore tuvo un servicio limitado con el Arma Aérea de la Flota, con aviones transferidos desde la RAF en el Mediterráneo para equipar a un escuadrón en 1944. Usado en la misión antisubmarina durante la guerra, el Baltimore alcanzó un éxito moderado, hundiendo hasta ocho U-boot.
La RAF también transfirió aviones a otros aliados en el área mediterránea. El Baltimore fue usado intensamente en la Campaña Italiana para despejar el camino a Roma a las fuerzas aliadas en avance tras la capitulación de Italia en 1943. Tras el armisticio, una unidad de personal italiano, la 28th Bomber Wing, fue equipada con Baltimore ex-RAF, convirtiéndose en el cobeligerante Stormo Baltimore. Los italianos sufrieron un considerable desgaste en su fase de entrenamiento con el Baltimore. La mayor parte de los accidentes se producía durante los despegues y aterrizajes debido a la bastante alta carga alar del avión, a la alta velocidad de aproximación y a problemas de estabilidad direccional durante los despegues. Los italianos operaron el Baltimore durante apenas seis meses. Muchas de estas operaciones fueron en Yugoslavia y Grecia, proporcionando apoyo aéreo a las fuerzas partisanas o lanzando suministros.
La mayoría de los Baltimore fue desguazada poco después de la guerra, aunque un escuadrón de la RAF continuó usando el modelo en Kenia, donde los aviones fueron usados en el mapeo aéreo y en el control de la langosta hasta 1948. En el servicio de posguerra, el Baltimore tomó parte en las pruebas de superficies de control e instrumentos de la Armada estadounidense en los esfuerzos por romper la barrera del sonido. Con sus potentes motores y construcción ligera aunque robusta, el avión era capaz de picar a alta velocidad, alcanzado Mach 0,74 en las pruebas. Todos los Baltimore fueron retirados del servicio a finales de 1949, siendo retirado el último el 23 de diciembre de ese año.

## Variantes

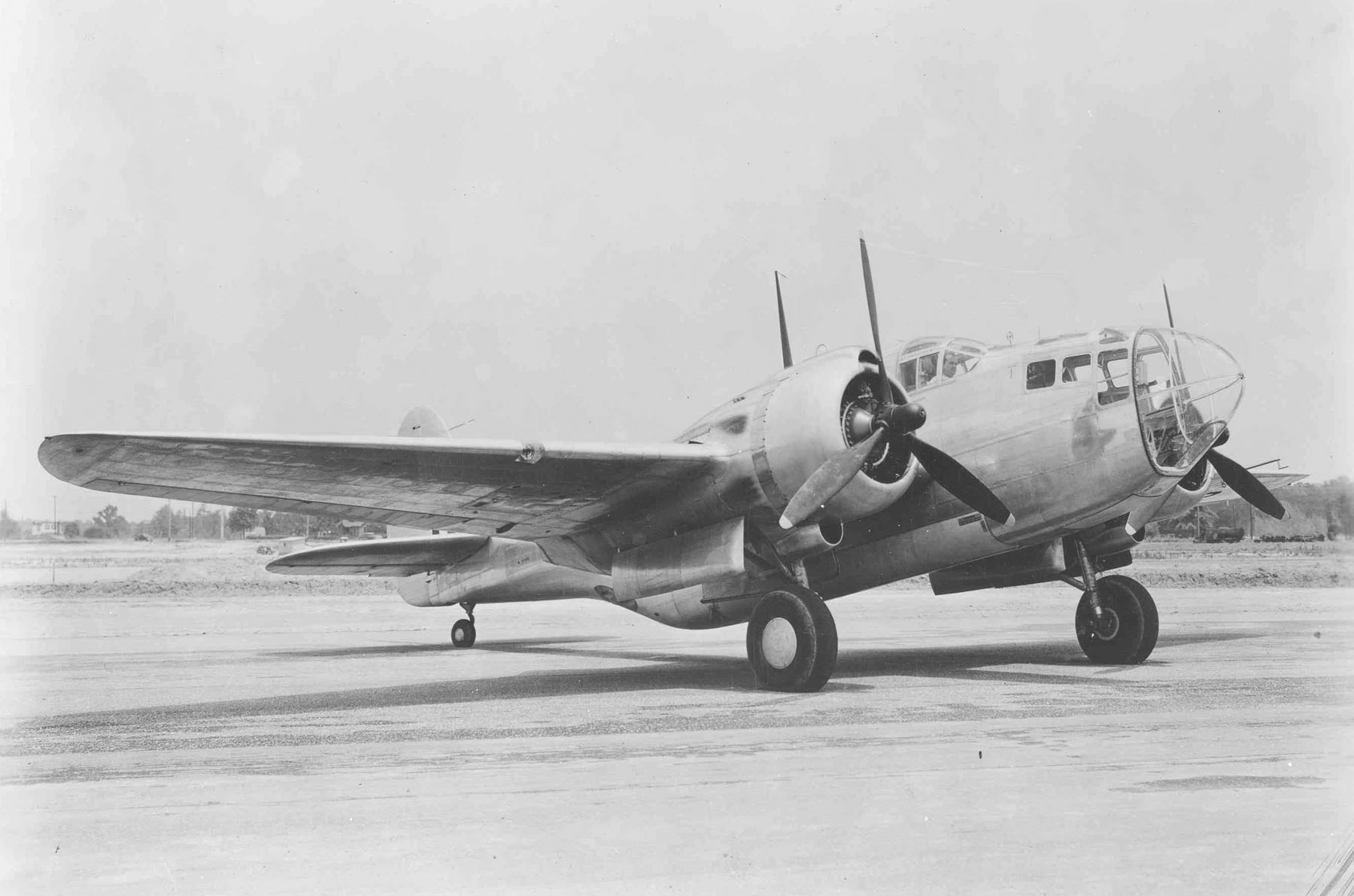
Martin Baltimore GR.I.

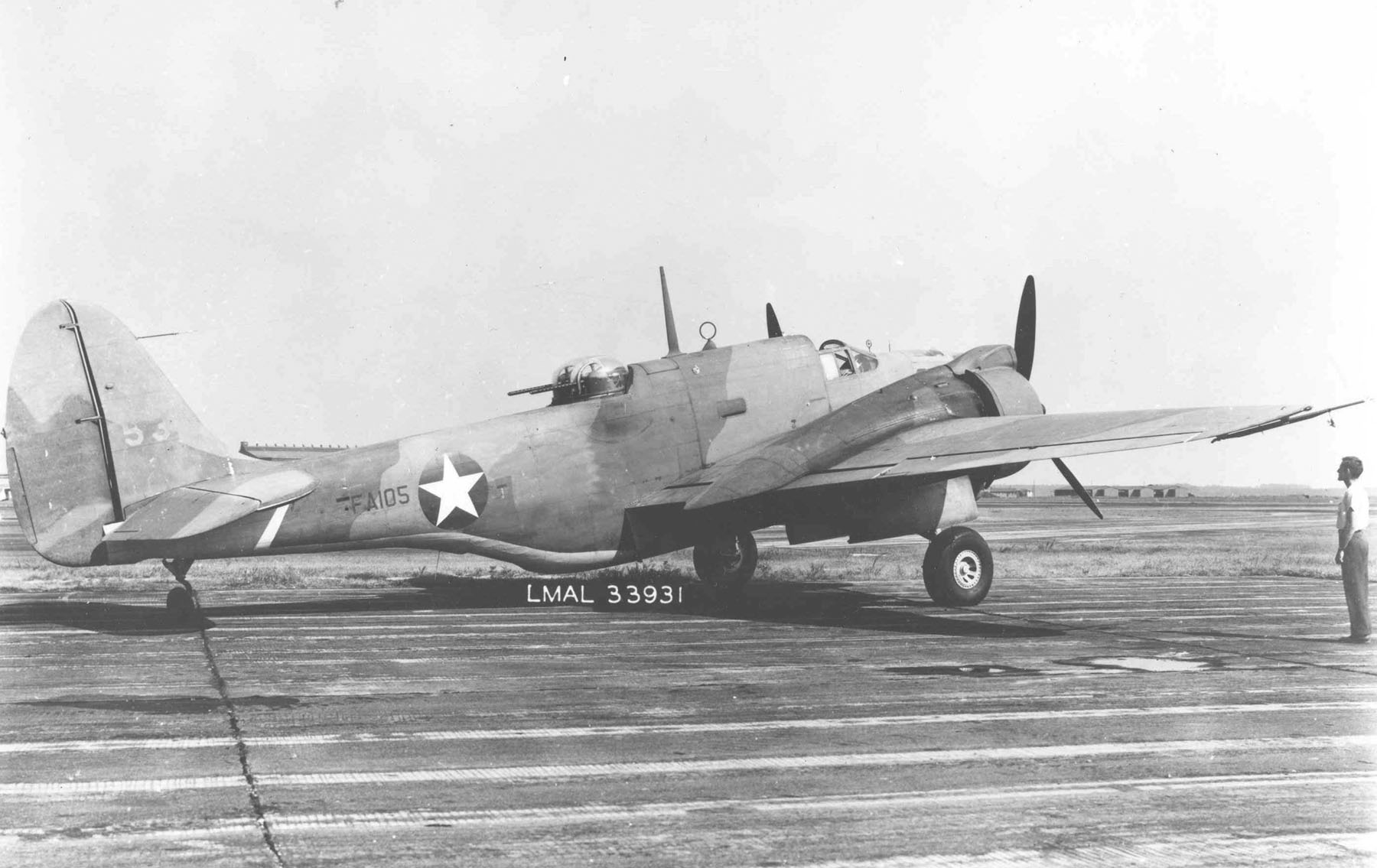
La variante Baltimore GR.IIIA suministrada a los británicos bajo el programa Préstamo-Arriendo. Esta variante estaba equipada con una torreta Martin montada dorsalmente, con dos ametralladoras M2 de calibre 12,7 mm.

Baltimore B.I
Equipado con motores radiales Wright GR-2600-A5B de 1193 kW (1600 hp), armado con diez ametralladoras de 7,7 mm, ocho Browning fijas y dos Vickers K flexibles; todas las variantes llevaban dos Browning de 7,7 mm en el borde de ataque de cada ala y cuatro armas fijas similares, dos a cada lado del fuselaje inferior trasero disparando hacia atrás, más dos armas Vickers K flexibles en posiciones dorsal y ventral. 50 aviones construidos.
Baltimore B.II
Como el Mk.I; el armamento defensivo fue incrementado a 12 ametralladoras de 7,7 mm, incluyendo dos Vickers K gemelas en las posiciones dorsal y ventral. 100 aviones construidos.
Baltimore B.III
Diseño Mk.II modificado, el armamento defensivo fue incrementado a 14 armas de 7,7 mm y mejorado con una torreta dorsal accionada hidráulicamente, suministrada por Boulton Paul en el Reino Unido, con cuatro ametralladoras Browning. 250 aviones construidos.
Baltimore B.IIIa (A-30-MA)
Ordenado por las USAAF y suministrado a la RAF bajo la ley de Préstamo-Arriendo, dos ametralladoras de 12,7 mm en una torreta dorsal accionada eléctricamente construida por Martin. 281 aviones construidos.
Baltimore B.IV (A-30A-MA)
Ordenado por las USAAF, Préstamo-Arriendo para la RAF. Cuatro ametralladoras Browning de 7,7 mm en las alas. 294 aviones construidos.
Baltimore B.V (A-30A-MA)
Orden de las USAAF, mejorada con motores radiales Wright R-2600-29 de 1268 kW (1700 hp), alas equipadas con ametralladoras de 12,7 mm. 600 aviones construidos.
Baltimore GR.VI (A-30C-MA)
Dos prototipos fueron construidos para reconocimiento marítimo. Incluían fuselaje alargado, alojamientos para depósitos extra de combustible y torpedos, y un radomo en el morro. Todo el programa fue cancelado en abril de 1944. 900 cancelados.
Todas las series fueron construidas para la RAF. Cierta cantidad se perdió en la entrega a través de Océano Atlántico cuando fueron hundidos dos transportes que los llevaban.

## Operadores
Australia
- Real Fuerza Aérea Australiana
  - No. 454 Squadron RAAF (Baltimore III, IV, V) (Norteáfrica, Pescara (Italia): febrero de 1943 – 14 de agosto de 1945)
  - No. 459 Squadron RAAF (Baltimore IV – V) (Mediterráneo: julio de 1944 – marzo de 1945)

 Canadá
- Real Fuerza Aérea Canadiense
  - Baltimore B.III FA187
    - Un único Baltimore fue alquilado por el RAF Ferry Command para la RCAF, para realizar tareas de proyectos "especiales" (1942).[6]

 Francia Libre
- Fuerza Aérea de la Francia Libre
  - GB 1/17

 Grecia
- Fuerza Aérea Griega
  - RHAF 13 Light Bomber Squadron (Baltimore II, IV) (Gambut (Norteáfrica), Biferno (Pescara, Italia), Balcanes: 1943–1945)

 Reino de Italia (1861-1946)
- Aeronáutica Cobeligerante Italiana: 49 aviones.[7]
  - 28° Gruppo (Stormo Baltimore) (1945 – febrero de 1948)
  - 132° Gruppo – 254 Wing RAF

 Italia
- Aeronautica Militare: operó el avión hasta 1947.[8]

 Reino Unido
- Real Fuerza Aérea británica
  - 1st Middle East Training Squadron
  - No. 13 Squadron RAF (Baltimore IV – V)  (Italia: 1944)
  - No. 52 Squadron RAF (Baltimore IIIa – V) (Túnez, Italia: febrero de 1942 – febrero de 1943)
  - No. 55 Squadron RAF (Baltimore I – V) (Libia, Túnez, Italia: 1942–1944)
  - No. 69 Squadron RAF (Baltimore I – IV) (Mediterráneo: 1942–1944)
  - No. 162 Squadron RAF (Baltimore III) (Libia: 1943–1944)
  - No. 203 Squadron RAF (Baltimore I, II, IIIa, V) (Norteáfrica: 1942–1943)
  - No. 223 Squadron RAF (Baltimore I – V) (Norteáfrica, Italia: abril de 1941 – 12 de agosto de 1944)
  - No. 249 Squadron RAF (Baltimore IV – V) (Sureste de Europa: octubre de 1945 – abril de 1946)
  - No. 500 Squadron RAF (Baltimore IV – V) (Italia: 1944–1945)
  - No. 680 Squadron RAF (Baltimore III, V) (Italia: 1944)
- Fleet Air Arm
  - 728 Naval Air Squadron (Baltimore GR IV – V) (Malta: septiembre de 1944 – noviembre de 1946)[9]

 Sudáfrica
- Fuerza Aérea Sudafricana
  - No. 15 Squadron SAAF (Baltimore IIIa – V) (Mediterráneo: 1943–1945)
  - No. 21 Squadron SAAF (Baltimore III – IV) (Norteáfrica, Italia: 1942–1944)
  - No. 60 Squadron SAAF (Baltimore II – III) (Norteáfrica: 1942–1943)

 Turquía
- Fuerza Aérea Turca
  - 1st Bomber Regiment

## Supervivientes
Aunque el Baltimore fue producido en mayores cantidades que cualquier otro diseño de Martin exceptuando el B-26 Marauder, con 1575 producidos, ningún avión ha sobrevivido intacto, aunque se conoce que existen los restos de varios aparatos.

## Especificaciones (Baltimore GR.V)
Referencia datos: Jane's Fighting Aircraft of World War II

### Características generales
- Tripulación: Cuatro (piloto, navegador/bombardero, radio operador, artillero)
- Longitud: 14,8 m (48,6 ft)
- Envergadura: 18,7 m (61,4 ft)
- Altura: 4,3 m (14,2 ft)
- Superficie alar: 50 m² (538,2 ft²)
- Peso vacío: 7253 kg (15 985,6 lb)
- Peso cargado: 10 900
- Planta motriz: 2× Motor radial de 14 cilindros en dos filas refrigerado por aire con caja reductora Wright GR-2600-A5B.
  - Potencia: 1268 kW (1748 HP; 1724 CV) cada uno.

### Rendimiento
- Velocidad máxima operativa (Vno): 488 km/h (303 MPH; 263 kt) a 3540 m
- Velocidad crucero (Vc): 360 km/h (224 MPH; 194 kt)
- Alcance: 1577 km (852 nmi; 980 mi)
- Carga alar: 226 kg/m² (46,3 lb/ft²)
- Potencia/peso: 220 W/kg (0,14 hp/lb)

### Armamento
- Ametralladoras: 

  - 4x Browning Mk II de 7,62 mm en las alas
  - 2-4 de 7,7 mm en torreta dorsal
  - 2 de 7,7 mm en posición ventral
  - Provisión para hasta 4 fijas de 7,7 mm de tiro trasero
- Bombas: 

  - 907 kg internamente

## Aeronaves relacionadas

### Desarrollos relacionados
- Martin Maryland

### Aeronaves similares
- Dornier Do 215
- Kawasaki Ki-48
- Mitsubishi G4M
- Nakajima Ki-49
- Lockheed Hudson
- Bristol Beaufort

### Secuencias de designación
- Secuencia Numérica (interna de Martin): ←  170 - 179 - 182 - 187 - 189 - 190 - 193 →
- Secuencia A-_ (Aviones de Ataque del USAAS/USAAC/USAAF, 1924-1947): ← A-20 - A-21 - A-22 - A-23 - A-24 - A-25 - A-26 - A-27 - A-28 - A-29 - A-30 - A-31 - A-32 - A-33  →